# Jack Killian, l'homme au micro
Jack Killian, l'homme au micro (Midnight Caller) est une série télévisée américaine en 61 épisodes de 52 minutes, créée par Richard DiLello et diffusée entre le 25 octobre 1988 et le 17 mai 1991 sur le réseau NBC.
En France, la série a été diffusée à partir du 1er juillet 1989 sur Canal+, sur la case de 15h10, et rediffusée sur La Cinq puis sur 13ème rue.

## Synopsis
Après avoir tué accidentellement son partenaire, Jack Killian, policier à San Francisco démissionne et devient animateur d'une émission nocturne sur KJCM, une radio locale. La nuit étant propice aux confidences, il aide les auditeurs à résoudre leurs problèmes, souvent liés à des affaires criminelles.

## Distribution
- Gary Cole (VF : Patrick Poivey) : Jack « Nighthawk » Killian
- Wendy Kilbourne : Devon King (1988-1990)
- Dennis Dun : Billy Po
- Arthur Taxier : Lieutenant Carl Zymak
- Adaptation Française: Jean-Yves Jaudeau et Daniel DANGLARD

## Épisodes

### Première saison (1988-1989)
1. Conversation avec l'assassin (Conversations with an Assassin)
2. Le Clin d'œil (But Not for Me)
3. Après l'évènement (After It Happened)
4. Remboursement (Payback)
5. La Banque (Bank Job)
6. L'Exécution de John Saringo (The Execution of John Saringo)
7. Radio (Trash Radio)
8. Sans issue (No Exit)
9. Le Père (Fathers and Sins)
10. Douze DB (Twelve Gauge)
11. La Promesse au mort (Promise to a Dead Man)
12. La Chute (The Fall)
13. Un étrange appel (Ethan's Call)
14. La Grande Chasse (Baby Chase)
15. Vivement minuit (Wait Until Midnight)
16. Titre français inconnu (Blues for Mr. Charlie)

### Deuxième saison (1989-1990)
1. Le Bouclier (Tarnished Shield)
2. L'Envers du mal - 1re partie (Evil is Live Spelled Backward - Part 1)
3. L'Envers du mal - 2e partie (Evil is Live Spelled Backward - Part 2)
4. Ayez pitié de moi (Mercy Me)
5. Donnant donnant (Watching Me, Watching You)
6. la Rue (Take Back the Streets)
7. Le Baiser du mourant (Someone to Love)
8. la Fin de l'innocence (End of Innocence)
9. Couleur rouge (Blood Red)
10. Question de temps (Blame It on Midnight)
11. Croyez-vous aux miracles ? (Do You Believe in Miracles?)
12. D'après une histoire vraie (Based on a True Story)
13. Les Avions (Planes)
14. Le Petit Prodige (Kid Salinas)
15. Une fraction de seconde - 1re partie (A Snitch in Time - Part 1)
16. Une fraction de seconde - 2e partie (A Snitch in Time - Part 2)
17. Le Pasteur (The Reverend Soundbite)
18. De l'autre côté du mur (Wrong Side of the Wall)
19. L'argent ne fait pas le malheur (Three for the Money)
20. Protection (Protection)
21. Drôle de drame (The Hostage Game)
22. Vague à l'âme (Nighthawk's Got the Blues)

### Troisième saison (1990-1991)
1. Les Retrouvailles (The Class of 1980)
2. Titre français inconnu (The Language Barrier)
3. On achève bien les vieillards (Old Friends)
4. Rendez-vous avec la mort (Ain't Too Proud to Beg)
5. Changement de propriétaire (Sale Away)
6. Aux frontières de l'enfer - 1re partie (Life Without Possibility - Part 1)
7. Aux frontières de l'enfer - 2e partie (Life Without Possibility - Part 2)
8. Le Cavalier de l'orage (Ryder on the Storm)
9. Retour en arrière (Home to Roost)
10. Retour sur le passé (With Malice Towards One)
11. Vive l'amour (That's Amoré)
12. Un sale petit secret (Her Dirty Little Secret)
13. L'Indésirable (Uninvited Guests)
14. Heureux au jeu (Play Blotto... and Die)
15. Savoir dire non (Can't Say N-N-No)
16. Les Liens du sang (Blood Ties)
17. Le sénateur a trop d'appétit (The Added Starter)
18. Le Mauvais Numéro (The Loneliest Number)
19. Un cri dans la nuit (A Cry in the Night)
20. Le Léopard (The Leopard)
21. Perdus dans la ville - 1re partie (City of Lost Souls - Part 1)
22. Perdus dans la ville - 2e partie (City of Lost Souls - Part 2)
23. Perdus dans la ville - 3e partie (City of Lost Souls - Part 3)

## Commentaires
- Nommée à plusieurs reprises aux Emmy Awards, Midnight Caller (titre en VO) a notamment permis à Joe Spano (Capitaine Furillo, NCIS : Enquêtes spéciales, etc.) et Kay Lenz (Les Héritiers, La Voix du silence, etc.) d’obtenir une statuette lors de la cérémonie de 1989, pour leur rôle respectif de John Saringo et Tina Cassidy[1].